# (74145) 1998 QO84
(74145) 1998 QO84 – planetoida z pasa głównego asteroid okrążająca Słońce w ciągu 4,34 lat w średniej odległości 2,66 j.a. Odkryta 24 sierpnia 1998 roku.